# Trosdorf

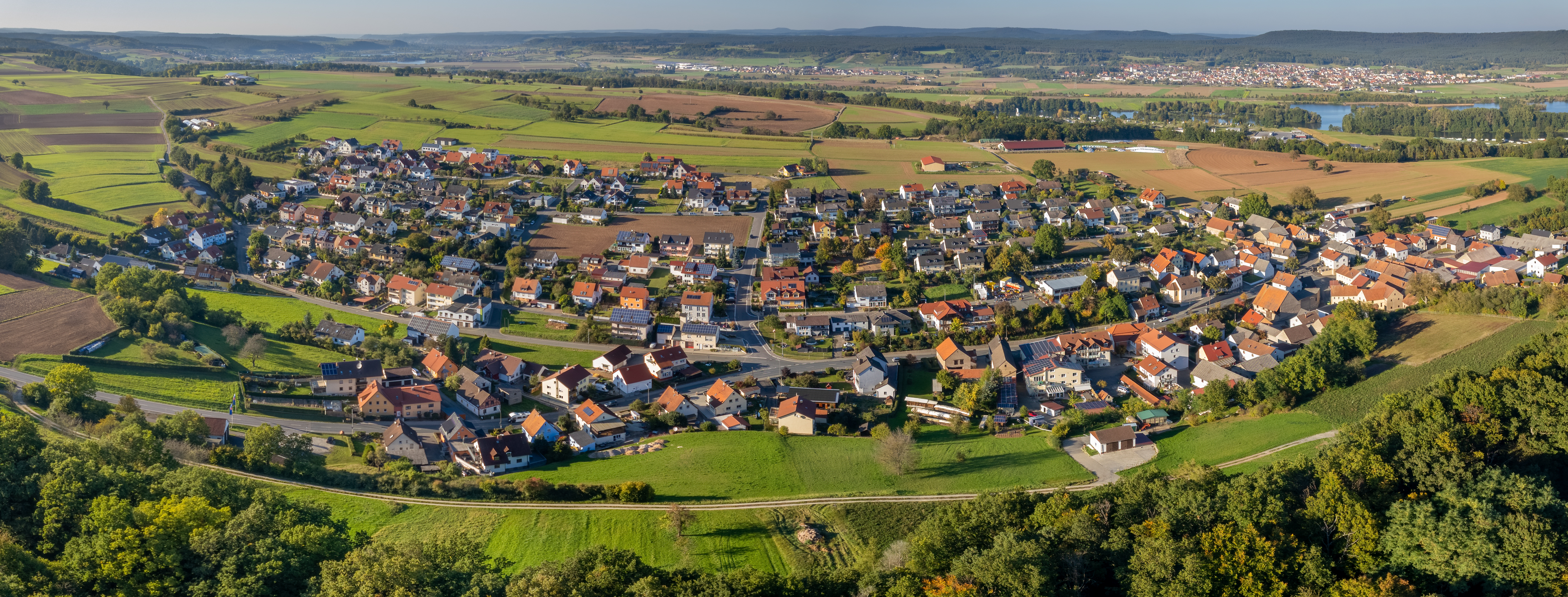
Trosdorf Luftaufnahme

Trosdorf ist ein Gemeindeteil der Gemeinde Bischberg und eine Gemarkung im Landkreis Bamberg (Oberfranken, Bayern). Am 1. Januar 2025 hatte Trosdorf 877 Einwohner.

## Lage
Das Kirchdorf liegt zwischen dem Main im Norden (Industriegebiet) und den Ausläufern des Steigerwalds im Süden. Nachbarorte sind im Osten Bischberg, im Süden Weipelsdorf, im Südwesten Tütschengereuth und im Westen Viereth.
Die Gemarkung liegt vollständig im Gemeindegebiet von Bischberg und bildet den Norden des Gemeindegebiets. Sie hat eine Fläche von 401,86 Hektar. Einziger Gemeindeteil auf der Gemarkung ist das Kirchdorf Trosdorf.

## Geschichte
Im Jahr 1961 hatte die Gemeinde eine Fläche von 401,36 Hektar und in ihrem einzigen Gemeindeteil, dem Dorf Trosdorf, 471 Einwohner in 81 Wohngebäuden. Am 1. Januar 1975 wurde die Gemeinde Tütschengereuth nach Trosdorf eingemeindet. Die Gemeinde Trosdorf mit den Gemeindeteilen Trosdorf und Tütschengereuth wurde im Zuge der Gebietsreform aufgelöst und am 1. Mai 1978 in die Gemeinde Bischberg eingegliedert.

## Vereine
In Trosdorf gibt es die Freiwillige Feuerwehr Trosdorf e. V., den Bürgerverein Trosdorf e. V., die Trosdorfer Wasserski-Freizeit-Vereinigung und die Maintaler Blaskapelle Trosdorf e. V.

## Wirtschaft und Infrastruktur
Verkehrstechnisch liegt das Kirchdorf südlich und das Industriegebiet im Norden einer Kreuzung entlang der Bundesstraße 26. Die Trosdorfer Hauptstraße ist in diesem Abschnitt die Staatsstraße 2262 nach Tütschengereuth. Trosdorf besitzt im Dorf drei Bushaltestellen, im Industriegebiet eine und zwei an der Bundesstraße. Diese sind durch die Linienbündel 7 und 8 des Landkreises an den öffentlichen Nahverkehr angeschlossen.
Während zwei der Haltestellen im Dorf für den Schülerverkehr reserviert sind, ist die in der Ortsmitte in das Regionalbusnetz der Verkehrsgemeinschaft Nürnberg (VGN) eingebunden. Bis zu achtmal werktäglich hält dort die Buslinie 994 des aktuellen Konzessionsnehmers, Green Mobility Connection GmbH, zwischen dem Bamberger Bahnhof und Priesendorf. Außerdem besteht abends mit einem Rufbus ein Anschluss von der Stadtbusanbindung im Hauptort Bischberg. Beide Haltestellen an der Bundesstraße werden vom privaten Konzessionsnehmer, den Basel Reisen in Bamberg, mit der Regionalbuslinie 952 nach Sand bzw. Knetzgau und mit der fast stündlich verkehrenden Regionalbuslinie 995 nach Viereth-Trunstadt bedient.
Die Bushaltestelle inmitten des Industriegebietes ist auch die Endstation der von den Stadtwerken Bamberg halbstündlich verkehrenden kommunalen Stadtbuslinie 906 aus der Bamberger Innenstadt.